# Krapkowice (stacja kolejowa)
Krapkowice – stacja kolejowa w Krapkowicach, w województwie opolskim, w Polsce. Nie zatrzymują się tutaj żadne pociągi pasażerskie.
Linia kolejowa nr 306 została otwarta w 1896 jako linia łącząca Prudnik z Gogolinem. Zbudowano ją z inicjatywy spółki Kolej Prudnicko-Gogolińska z siedzibą w Prudniku. Ruch pasażerski na linii Gogolin–Prudnik zlikwidowano w 1991, a w 2005 linia została zamknięta. Budynek dworca jest zamieszkany na pierwszym piętrze. Parter pozostał nieużytkowany od 1990. Zmodernizowana linia relacji Prudnik–Krapkowice została oddana do użytku w 2016. Odbywa się na niej ruch towarowy.